# 賴尼夫卡
46°40′50″N 35°58′7″E / 46.68056°N 35.96861°E
賴尼夫卡（羅馬化：Rainivka）是位於烏克蘭東南部的村莊，由扎波羅熱州別爾江斯克區的普里莫爾斯克市鎮負責管轄。該村距離奧爾利夫卡3.5公里，始建於1861年，面積1.78平方公里，海拔高度8米，2001年人口647。